# Хинчук, Лев Михайлович
Лев Миха́йлович Хинчу́к (28 ноября (16 ноября) 1868, Полтава — 7 марта 1939, Москва) — русский революционер, советский государственный деятель, дипломат.

## Биография
Родился  в Полтаве в семье владельца портняжной мастерской. Учился в хедере и гимназии, а затем — на философском факультете Бернского университета. В 1890 году вернулся в Россию и примкнул к социал-демократическому движению (меньшевик). В 1898 году вступил в РСДРП. В 1920 году стал членом РКП(б). В. В. Вакар, знавший Хинчука до 1905 года по работе в Киевском комитете РСДРП, отмечал его организаторские способности.
С 5 марта по 11 сентября 1917 года — председатель Исполнительного комитета Московского городского Совета рабочих депутатов. С мая по август 1917 года — член Объединённого комитета РСДРП. С августа 1917 года — член ЦК РСДРП(о).
Вечером 25 октября 1917 года на II Всероссийском съезде Советов  рабочих и солдатских депутатов зачитал декларацию меньшевиков с протестом против большевистского переворота.
С 1919 года — член коллегии Народного комиссариата продовольствия РСФСР.
С 1921 года — член коллегии Народного комиссариата внешней торговли СССР.
В 1921—1926 годах — председатель Центрального союза потребительских обществ (Центросоюз). В 1926 году — председатель Всероссийского центрального кооперативного совета.
В 1926—1927 годах — торговый представитель СССР в Великобритании.
В 1927—1930 годах — заместитель народного комиссара торговли СССР.
С 26 сентября 1930 по 20 сентября 1934 года — полномочный представитель СССР в Германии.
В 1934—1937 годах — народный комиссар внутренней торговли РСФСР.
В 1937—1938 годах — главный арбитр Государственного арбитража СНК РСФСР.
Арестован 23 октября 1938 года. 7 марта 1939 года ВКВС СССР приговорён к расстрелу по обвинению в контрреволюционной и террористической деятельности. В этот же день расстрелян. Реабилитирован 23 мая 1956 года.
На Введенском кладбище в Москве Хинчуку установлен кенотаф.

### Семья
Хинчук был женат, имел дочь. Муж дочери был родом из Гомельской области, он был расстрелян вместе с Хинчуком. Дочь и внучка смогли уехать и поселились на Украине.